# Roger Cuzol
Roger Cuzol (* 18. August 1916 in Clermont-Ferrand; † 19. Februar 1962 ebenda) war ein französischer Hindernisläufer.
Über 3000 m Hindernis schied er bei den Olympischen Spielen 1936 in Berlin im Vorlauf aus und wurde bei den Leichtathletik-Europameisterschaften 1938 in Paris Fünfter.
1936, 1937 und 1939 (mit seiner persönlichen Bestzeit von 9:25,3 min) wurde er Französischer Meister.